# Конрад Баварский (святой)
Конрад Баварский (Konrad Von Bayern, O.Cist., также известный как Corrado di Baviera, Corrado di Chiaravalle, Conradi Bavari, Conrado Bavaro) — католический церковный деятель XII века, сын герцога Генриха IX Баварского, святой Римско-Католической церкви.

## Биография
Обучался в Кёльне. Был призван Бернардом в Клерво. В 1149 году сопровождал Конрада III в паломничестве на Святую землю.